# William Troost-Ekong
William Paul Troost-Ekong, né le 1er septembre 1993 à Haarlem aux Pays-Bas, est un footballeur international nigérian, qui évolue au poste de défenseur à Al-Kholood Club.

## Biographie

### Enfance
William Troost-Ekong naît aux Pays-Bas, d'une mère néerlandaise et d'un père nigérian.

### Carrière en club
Le 17 août 2018, Troost-Ekong rejoint l'Udinese Calcio. Deux jours plus tard, il joue son premier match en Serie A contre Parme (2-2). Bien qu'il se montre muet devant le but, Troost-Ekong devient rapidement un titulaire durable en défense et finit son premier exercice italien avec trente-cinq matchs où il est à chaque fois titulaire.

### Carrière internationale
Après avoir évolué avec les sélections néerlandaises chez les juniors, Troost-Ekong est convoqué pour la première fois en équipe du Nigeria, pour un match des éliminatoires de la CAN 2017 contre le Tchad le 13 juin 2015. Le match se solde par une victoire 2-0 des Nigérians.
Il fait partie de la liste des 18 joueurs nigérians sélectionnés pour disputer les Jeux olympiques d'été de 2016.
Troost-Ekong est convoqué pour la Coupe du monde 2018 en Russie qui voit le Nigeria sorti dès les phases de groupe. Le défenseur est néanmoins titulaire durant les trois rencontres du Mondial. 
Il est appelé pour disputer la Coupe d'Afrique des nations 2019 en Égypte. Titulaire solide en défense centrale, Troost-Ekong confirme sa place importante au sein de la sélection. Il marque sur corner le but de la victoire 2-1 contre l'Afrique du Sud pour emmener les Super Eagles en demi-finale de la compétition. Le Nigeria s'incline finalement face à l'Algérie sur le score de 2-1. En fin de première période, Troost-Ekong marque un but contre son camp.
William Troost-Ekong dispute également la Coupe d'Afrique des nations 2021.
Le 29 décembre 2023, il est retenu dans la liste des vingt-cinq joueurs nigérians sélectionnés par José Peseiro pour disputer la Coupe d'Afrique des nations 2024. Le Nigeria est finaliste de la compétition, Troost-Ekong inscrivant un but lors de cette finale avant les deux buts ivoiriens qui les font perdre. Il est nommé meilleur joueur de cet exercice.

## Statistiques
| 0 | Date            | Lieu                                               | Adversaire      | Score | Résultats | Compétitions                      |
| - | --------------- | -------------------------------------------------- | --------------- | ----- | --------- | --------------------------------- |
| 1 | 28 mai 2018     | Adokiye Amiesimaka Stadium, Port Harcourt, Nigeria | RD Congo        | 1-0   | 1-1       | Match amical                      |
| 2 | 10 juillet 2019 | Stade international du Caire, Le Caire, Égypte     | Afrique du Sud  | 2-1   | 2-1       | CAN 2019                          |
| 3 | 19 janvier 2022 | Stade Roumdé Adjia, Garoua, Cameroun               | Guinée-Bissau   | 2-0   | 2-0       | CAN 2021                          |
| 4 | 29 mars 2022    | Abuja Stadium, Abuja, Nigeria                      | Ghana           | 1-1   | 1-1       | éliminatoires Coupe du monde 2022 |
| 5 | 18 janvier 2024 | Stade Alassane-Ouattara, Abidjan, Côte d'Ivoire    | Côte d'Ivoire   | 1-0   | 1-0       | CAN 2023                          |
| 6 | 7 février 2024  | Stade de la Paix, Bouaké, Côte d'Ivoire            | Arabie saoudite | 1-0   | 1-0       | CAN 2023                          |
| 7 | 7 février 2024  | Stade Alassane-Ouattara, Abidjan, Côte d'Ivoire    | Côte d'Ivoire   | 1-0   | 1-2       | CAN 2023                          |

## Palmarès

### En club
- Watford
  - Vice-champion d'Angleterre de D2 en 2021.

### En sélection
- Médaille de bronze aux Jeux olympiques d'été de 2016
- Finaliste de la Coupe d'Afrique des Nations 2024 en Côte d’ivoire
- Meilleur joueur de la Coupe d'Afrique des Nations 2024 en Côte d’Ivoire